# Астральный план (книга)
«Астральный план: его общий вид, обитатели и феномены» (англ. The Astral Plane: its scenery, inhabitants and phenomena) — книга члена Теософского общества Чарлза Ледбитера; впервые была опубликована в 1895 году. Описывает мироустройство и обитателей астрального плана, с точки зрения спиритизма и оккультизма. Представляет собой пятое из серии руководств, разработанных для того, чтобы дать читателю, по возможности, упрощенное описание теософского учения.

## История написания и публикации
В 1894 году в Лондонской Ложе Теософского Общества, президентом которой был А. П. Синнетт, были проведены несколько встреч, в которых принимали участие члены Ложи и несколько представителей «высших классов», коих Синнетт намеревался заинтересовать теософией. Однажды он поручил Ледбитеру выступить на одной из таких встреч с лекцией, и 21 ноября 1894 г. тот сделал сообщение на тему «Астральный план». В подготовке рукописи к публикации в «Трудах Лондонской Ложи» принимал участие Ч. Джинараджадаса.

## Сверхфизические миры
Согласно представлениям Ледбитера и других теософов, мир, в котором мы живём, состоит из семи «планов». И хотя сознание человека ограничено низшим физическим планом, он «функционирует» также и на других планах, для чего ему служат соответствующие «тела». Именно поэтому он может «путешествовать», например, в своём астральном теле по астральному плану, а в ментальном теле — по ментальному. Для большинства людей такой опыт имеет место во время сна, но, как правило, не запоминается; для ясновидца же и оккультиста он доступен в любое время и не забывается. По утверждению Ледбитера, он в течение года в Индии развивал свои оккультные способности под руководством опытных наставников.

## Критика
Рэй Морган в своей работе «Жизнь после смерти в камалоке» отметил некоторые расхождения по данному вопросу концепции Ч. Ледбитера с тем, что ранее было изложено в публикациях Е. П. Блаватской и в письмах махатм. В частности, он привёл цитату из «Астрального плана», которая, по его мнению, противоречит первоначальной теософской доктрине:

«Средний человек до своей смерти вовсе ещё не освободился от всех низших желаний, и чтобы позволить порождённым им силам выработаться и тем отпустить его, эго потребуется долгий период более или менее сознательной жизни на разных подпланах астрального плана».
По мнению Моргана, Ледбитер иногда выдавал за теософские традиционные представления спиритуалистов.
В связи с часто задаваемым вопросом: действительно ли Ледбитер обладал астральным зрением, следует иметь в виду, что он всегда отвечал отказом на любые предложения о проведении проверки его способностей каким-либо научным или объективным способом. Он заявлял, что для него подобное испытание неприемлемо, и на то имеются оккультные причины. Так, он отверг предложение прочитать письмо в запечатанном конверте.

## Переиздания и переводы
На протяжении более чем ста лет после написания книга регулярно переиздавалась на языке оригинала, а также на других европейских языках: французском, испанском, датском, русском.
Первый русский перевод, выполненный А. В. Трояновским с французского издания книги, вышел в 1908 году в Санкт-Петербурге в издательстве В. Л. Богушевского. Современный перевод К. А. Зайцева с английского дополненного издания, был опубликован издательством «Эксмо» в 2002 году в сборнике «Реальность астрального плана».

## Комментарии
1. ↑  «The Theosophical Manual series included The Seven Principles of Man (1892), Reincarnation (1892), Death — And After (1893), Karma (1895), and Man and His Bodies (1896) by Mrs Besant, and The Astral Plane (1895) and The Devachanic Plane (1896) by Leadbeater; they all remain in print in modern editions».[2]
2. ↑  Лекция была опубликована в «Трудах Лондонской Ложи», № 24.[1]
3. ↑  Опубликованная в 1895 году книга представляла собой дополненную лекцию Ледбитера: «Written in expansion of an address delivered at a meeting of the London Lodge on the 21st of November, 1894, on "The astral plane"».[4]
4. ↑  «In Leadbeater's Theosophy the world in which man lives is made up of seven "planes"».[5]
5. ↑  Радхакришнан писал: «Обычные границы человеческого наблюдения не являются границами вселенной. Существуют другие миры, помимо того мира, который открывают нам наши органы чувств».[6]
6. ↑  «Высокоразвитый человек может во время сна, медитации или транса покинуть своё тело и действовать в высших мирах. Здесь нет пространственных и временных преград. Общение между человеческими и нечеловеческими существами происходит совершенно свободно».[8]
7. ↑  Cit. Leadbeater C. W. The Astral Plane, 8th Adyar ed., p. 49.[9]
8. ↑  Будда запрещал демонстрировать сиддхи: «Не следует вам, о бхикку, щеголять перед мирянами сверхчеловеческими силами. Кто же станет делать так, будет повинен в дурном поступке» (Виная-питака, II, 112).[11]
9. ↑  «66 editions published between 1895 and 2012 in 5 languages and held by 195 WorldCat member libraries worldwide».[12]